# Melanaspis elaeagni
Melanaspis elaeagni är en insektsart som beskrevs av Mckenzie 1957. Melanaspis elaeagni ingår i släktet Melanaspis och familjen pansarsköldlöss. Inga underarter finns listade i Catalogue of Life.